# Senar jambiczny
Senar jambiczny (łac. versus senarius) – starożytna, iloczasowa rzymska miara wierszowa (metrum), odmiana greckiego trymetru jambicznego. Nazwa pochodzi stąd, że utwór napisany senarem składa się z wersów zawierających po sześć (łac. senos) jambów (łac. iambus). Cezura (łac. caesura), czyli obowiązkowa pauza międzywyrazowa, wypada w środku trzeciego jambu. Schemat (A – sylaba długa stanowiąca arsę, b – sylaba krótka):
bA bA b // A bA bA bA
Senar jambiczny od trymetru jambicznego (na który składają się trzy „metra”, czyli pary jambów, a więc w sumie też sześć) odróżnia tylko to, że w senarze dopuszcza się rozwiązanie każdej arsy i każdej tezy we wszystkich stopach, oprócz ostatniej. Powoduje to, że senar jambiczny jest wierszem bardzo swobodnym i z tego powodu był w starożytności wierszem ludowym służącym do układania okolicznościowych fraszek, wierszowanych epitafiów itp. Był też chętnie używany przez komediopisarzy, zwłaszcza Plauta i Terencjusza. W metrum tym napisany jest również zbiór bajek Fedrusa.
Wspomniane rozwiązania to podmiany elementów jambu na alternatywne elementy o takiej samej wartości iloczasowej. Ponieważ jednak senar, w odróżnieniu od heksametru daktylicznego nie jest wierszem izochronicznym, możliwa jest swobodna wymiana pojedynczych elementów krótkich na długie. Ogólnie możliwych jest wiele rodzajów różnych rozwiązań, również nakładających się:
- jamb (bA) może ulec rozwiązaniu na trybrach (łac. tribrachus) (bbb); obie wersje mają tę samą liczbę mor (3);
- trybrach (bbb) może ulec ściągnięciu w trzymorowy trochej (łac. trochaeus) (Ab);
- jamb (bA) i trochej (Ab) może ulec podmianie na spondej (łac. spondeus) (lA); liczba mor w stopie ulega zwiększeniu do 4;

Powstały jak powyżej spondej może ulec dalszym rozwiązaniom na inne rodzaje stóp czteromorowych:
- na anapest (łac. anapaestus): bbA;
- na daktyl (łac. dactylus): lbb;
- na proceleusmatyk (łac. proceleusmaticus): bbbb.